# 董立
董立（1964年—），中国人民解放军空军中将。
曾任空军沧州飞行试验训练基地司令员，空军试验训练基地副司令员，空军试验训练基地司令员。2017年任东部战区空军参谋长。2018年任空军副参谋长。2021年3月任北部战区副司令员。2022年，任空军副司令员。2023年2月，调入中央军委联合作战指挥中心任职。
2015年7月晋升空军少将军衔。2021年3月晋升空军中将军衔。